# Люблю тебя, не люблю тебя
«Люблю тебя, не люблю тебя» (англ. I Love You, I Love You Not) — романтическая драма 1996 года, снятая режиссёром Билли Хопкинсом по сценарию Уэнди Кэссэльман по собственной пьесе.

## Сюжет
Фильм рассказывает о жизни двух женщин — бабушки Наны и её внучки Дэйзи. Они делятся друг с другом историями своей жизни: Дэйзи переживает первую любовь к красавцу Итану, а ребята в школе дразнят её из-за того, что она еврейка. Нана, в свою очередь, рассказывает о том, как в юности попала в нацистский лагерь.

## В ролях
- Жанна Моро — Нана
- Клэр Дэйнс — Дэйзи / молодая Нана
- Джуд Лоу — Итан
- Джеймс Ван Дер Бик — Тони
- Крис Парк — Сэт
- Лорен Фокс — Элисон
- Эмили Бёркс-Носситер — Джессика
- Кэрри Шлаза — Джейн
- Джулия Стайлз — подруга Наны
- Роберт Шон Леонард — ангел смерти